# テディ・チャン
テディ・チャン（Teddy Chan,陳德森、1958年4月26日 - ）は、香港の映画監督。

## 監督作品
- ダウンタウン・シャドー (1997)
- パープルストーム 紫雨風暴 (1999)
- アクシデンタル・スパイ (2001)
- 1:99 電影行動 (2003)
- 孫文の義士団 (2009)
- カンフー・ジャングル (2014)
- 征途 －英雄へのバトルロード－ (2020)

## その他の作品
- ブラック・マスク (1996) 脚本
- THREE/臨死「going home」 (2002) 脚本
- ジェイ・チョウを探して (2003) 製作